# Xup-xup
El xup-xup o cocció a foc lent és una tècnica culinària bàsica, que consisteix a coure els ingredients a una paella sobre fogó, amb un foc molt reduït, sense deixar que es bullen. És útil per coure menges dures, com l'arròs, o fer evaporar el líquid restant de la paella, o bé senzillament per conservar el sabor dels ingredients que amb un foc més fort es malmetrien.